# Jeffrey Klaiber
Jeffrey Klaiber Lockwood (Chicago, 11 de enero de 1943 - Lima, 4 de marzo de 2014) fue un sacerdote jesuita e historiador estadounidense-peruano, profesor de la Pontificia Universidad Católica del Perú, de la Universidad Antonio Ruiz de Montoya y de la Universidad del Pacífico.

## Biografía
Jeffrey Klaiber —Jeff, como le decían sus amigos cercanos— nació en Chicago en el seno de una familia donde la religión ocupaba un lugar importante.
Bajo la llamada de Dios en 1961 ingresó en la Compañía de Jesús, orden religiosa en la cual sería ordenado sacerdote en 1974. Su formación académica la realizó en la Universidad de Loyola (Chicago) y en la Universidad Católica de América (Washington D. C.), donde obtendría el grado de doctor en Historia con una tesis sobre el APRA. 
Como jesuita de la Provincia de Chicago, tuvo una relación cercana con el Perú, y a ello se debe su temprano interés por este país. Fue por primera vez al Perú en 1963, regresando en 1976 para establecerse permanentemente, yéndose en contadas oportunidades, pues ya era prácticamente un peruano más. 
Se inició en la docencia en la Pontificia Universidad Católica del Perú el 1 de abril de 1976, ejerciendo como profesor, así como asumiendo el cargo de jefe del Departamento de Humanidades. Además de sus labores como docente, se desempeñaba como presidente de la Comisión de Fe y Cultura en la Universidad Católica. Fue también Decano de la Facultad de Educación y Ciencias Humanas de la Universidad Antonio Ruiz de Montoya, de Lima. 
Falleció el 4 de marzo de 2014 en la ciudad de Lima.

## Obras
- Religión y revolución en el Perú: 1824 - 1976.  311 pags - Universidad del Pacífico, 1980.
- La Iglesia en el Perú, Fondo Editorial PUCP, Edit. e Imp.Desa Lima, 1988.
- Los jesuitas en América Latina, 1549-2000 : 450 años de inculturación, defensa de los derechos humanos y testimonio profético. Lima; Universidad Antonio Ruiz de Montoya. Recuperado de Historia de la Iglesia - 2007.
- The Jesuits in Latin America, 1549-2000 : 450 years of inculturation, defense of human rights, and prophetic witness (1st ed.) 2009.
- El Vaticano II y sus contextos - Edition: Pastores del nuevo milenio– Año 12, no. 23 (2012).
- El Concilio Vaticano II y el Perú - 2012.
- Iglesia, dictaduras y democracia en América Latina.
- Historia general de la Iglesia en América Latina. VIII Perú, Bolivia y Ecuador
- El clero ilustrado en tiempo de Abascal. En Abascal y la contra-independencia de América del Sur (pp. 75-87). Lima: Pontificia Universidad Católica del Perú; Instituto Francés de Estudios Andinos 2013.
- La visión latinoamericanista de Haya de la Torre. En América Latina: Identidad e integración (pp. 117-128). Caracas: Universidad Católica Andrés Bello 2013.